# Guatemala nos Jogos Pan-Americanos de 2007
A Guatemala competiu nos Jogos Pan-Americanos de 2007 no Rio de Janeiro, no Brasil.

## Medalhas

### Ouro
Caratê - até 53 kg feminino
- Cheili González

Vela - Classe Hobie Cat 16
- Juan Ignacio Maegli e Cristina Guirola

### Prata
Atletismo - Maratona masculina
- Amado García

Badminton - Individual masculino
- Kevin Cordon

Taekwondo - até 67 kg feminino
- Heidy Juarez

### Bronze
Badminton - Duplas masculino
- Pedro Yang e Erick Anguiano

Taekwondo - até 58 kg masculino
- José Rosal

## Desempenho

### Atletismo
100 metros masculino
- Jorge Luis Solorzano - Série 4: 10s63 → eliminado

200 metros masculino
- Edwin Cecilio Baltazar - Série 1: 22s66 → eliminado

400 metros masculino
- Camilo Quevedo - Série 2: 49s19 → eliminado

800 metros masculino
- Jenner Pelico - Semifinal 1: 1m55s52 → eliminado

400 metros com barreiras masculino
- Allan Ayala - Semifinal 1: 51s20 → eliminado

20 km de marcha atlética masculino
- Julio Martínez → desclassificado

20 km de marcha atlética feminino
- Evelin Núñez → desclassificada

50 km de marcha atlética masculino
- Luis García Bechinie - Final: 4h01m36 → 5º lugar

Maratona masculino
- Amado García - Final: 2h14m27 →  Prata
- Alfredo Arevalo - Final: 2h21m48 → 9º lugar

Lançamento de martelo masculino
- Raul Rivera - Final: 60,10 m → 11º lugar

Decatlo masculino
- Octavious Gillespie - 6821 pontos → 9º lugar

### Futsal
Masculino
- Fase de grupos
  - Derrota para o BRA Brasil, 1-4
  - Derrota para o PAR Paraguai, 1-2
  - Derrota para CUB Cuba, 0-4
- Classificação 5º-8º lugar
  - Derrota para os USA Estados Unidos, 3-4
- Disputa pelo 7º lugar
  - Vitória sobre o ECU Equador, 7-3 → 7º lugar

### Natação
Maratona aquática 10 km feminina
- Cindy Toscano: 3h00m17s12 → 16º lugar